# Griselda Blanco
Pour les articles homonymes, voir Blanco.
Griselda Blanco, née le 15 février 1943 à Carthagène des Indes et morte assassinée le 3 septembre 2012 à Medellín, est une trafiquante de drogue colombienne.
Surnommée La Reine de la coca, La Madrina ou encore La Veuve Noire, elle est présentée comme le mentor du célèbre trafiquant Pablo Escobar. Griselda Blanco est considérée comme la pionnière du trafic de cocaïne vers les États-Unis et du crime organisé de Miami. Durant les années 1970, elle est à la tête d'un vaste réseau de narcotrafiquants qui achemine par bateau ou avion jusqu'à 1 500 kilos de drogue par mois, générant des revenus mensuels d'environ 80 millions de dollars. Sa fortune personnelle est alors estimée à 2 000 000 000 $,.
Elle est une membre important du Cartel de Medellín jusqu'en 1984. Ses relations avec ce dernier se détériorent lorsqu'elle commandite l'assassinat de Marta Saldarriaga Ochoa, nièce de la famille Ochoa. Une fois le corps de la jeune femme retrouvé sur une route du sud de la Floride, la chasse est ouverte et Griselda Blanco doit prendre la fuite.

## Biographie
Griselda Blanco est née en 1943 à Carthagène des Indes. Elle déménage avec sa mère, Ana Lucía Restrepo, trois ans plus tard à Medellín. Dans le film documentaire Cocaine Cowboys II: Hustlin' with the Godmother, l'ex-petit ami de Blanco, Charles Cosby, raconte comment à l'âge de 11 ans, elle aurait kidnappé, tenté de rançonner, puis finalement tué un enfant d'un voisinage plus aisé que le sien,.
Vivant dans la misère, elle devient pickpocket, puis s'enfuit de chez elle à 14 ans pour échapper à sa mère abusive. Blanco a alors recours à la prostitution à Medellín, jusqu'à l'âge de 20 ans. Elle se marie en premières noces avec Carlos Trujillo, avec lequel elle a trois fils : Dixon, Uber et Osvaldo.
Blanco était ouvertement bisexuelle,.

### Narcotrafic
Griselda Blanco joue un rôle majeur dans l'histoire du trafic de drogue à Miami et dans d'autres villes à travers les États-Unis. Dans le milieu des années 1970, Blanco et son deuxième mari, Alberto Bravo, émigrent à New York et s'installent dans le Queens. Ils y établissent un trafic de cocaïne et, en avril 1975, Blanco est inculpée avec trente de ses subordonnés dans ce qui constitue à l'époque la plus grosse affaire de trafic de cocaïne de l'Histoire. Avant d'être arrêtée, elle part pour la Colombie, mais retourne aux États-Unis à la fin des années 1970, s'installant à Miami.

### Guerre de la drogue
Son retour marque le début des meurtres de masse,.
Griselda Blanco est impliquée dans beaucoup des violences dans la guerre de la drogue de Miami, les célèbres Cocaine Cowboy Wars qui frappent Miami dans les années 1970 et 1980, lorsque la cocaïne supplante la marijuana. 
La principale destination de son trafic est la Floride (cet axe sera ensuite repris par Pablo Escobar). La corruption et le caractère radical des opérations de Blanco sont à l'origine du nom de « Cocaine Cowboys ». 
Son réseau de distribution s'étend sur l'ensemble des États-Unis. Ses mules sont notamment équipées de gaines et de soutien-gorge dotés de poches à cocaïne, spécialement conçus par une lingerie de Medellín.
En 1984, la volonté de Blanco d'user de violences contre ses concurrents de Miami amène ces derniers à vouloir la tuer. Elle déménage en Californie pour échapper aux tentatives d'assassinats[réf. nécessaire].

### Arrestation
20 février 1985, elle est arrêtée chez elle à Los Angeles par des agents de la DEA. Blanco est condamnée à une peine de plus de dix années de prison pour trafic de drogue.
En 1994, elle est arrêtée pour avoir ordonné l’exécution de trois personnes dont un enfant de deux ans, en 1982. Plus de 200 assassinats lui sont attribués, dont celui de son premier mari, avec qui elle a trois de ses quatre enfants. 
Elle continue de mener son trafic de cocaïne depuis la prison. En faisant pression sur l'un de ses lieutenants, Jorge Ayala alias Riverito, le procureur de Miami, obtient suffisamment de preuves pour l'inculper de trois meurtres. Toutefois, l'affaire s'effondre largement en raison de vices de procédures. En effet, le témoin numéro 1, Jorge Ayala, a eu des relations sexuelles avec une secrétaire du palais de justice ; Blanco échappe à la peine de mort. 
Dans une tentative désespérée de ne pas purger sa peine, elle monte de sa prison une opération visant à kidnapper John Fitzgerald Kennedy, Jr., fils du président John Fitzgerald Kennedy et de Jackie Kennedy. C'est un échec.
Libérée de prison après avoir purgé sa peine de 10 ans, elle est expulsée du territoire américain en 2004. Griselda retourne alors en Colombie. Entre-temps, ses trois premiers fils, eux aussi expulsés des États-Unis (dans les années 1990), sont assassinés dès leur arrivée en Colombie[réf. nécessaire]. 
Avant sa mort en 2012, elle est aperçue pour la dernière fois à l'aéroport de Bogota en mai 2007,.

### Décès
Le 3 septembre 2012, alors âgée de 69 ans, Griselda Blanco est assassinée à Medellín de deux balles dans la tête par deux personnes à moto.

## Famille
Griselda Blanco a été mariée trois fois et a été la mère de quatre enfants. Le père de son dernier-né, Darío Sepúlveda, la quitte en 1983 et retourne en Colombie, kidnappant leur fils Michael Corleone Blanco (prénommé en hommage au film Le Parrain) après un désaccord sur la garde de l'enfant. Son fils retourne auprès d'elle à Miami après qu'elle a commandité le meurtre de Sepúlveda,.
Selon le Miami New Times, « le père de Michael, ainsi que ses frères, furent tous tués avant qu'ils n'atteignent l'âge adulte. Sa mère était en prison durant la plus grande partie de son enfance et de son adolescence, et il fut élevé par sa grand-mère maternelle et ses gardiens légaux ».
En mai 2012, Michael Corleone Blanco est à son tour arrêté pour trafic de cocaïne.

## Culture populaire
En août 2016, il est annoncé sur HBO un téléfilm sur la vie de Griselda Blanco dont le rôle principal serait confié à Jennifer Lopez. Mais en 2018, c'est un téléfilm intitulé La Reine des Cartels, réalisé par Guillermo Navarro, qui met en vedette l'actrice Catherine Zeta-Jones dans le rôle-titre.
Dans le jeu Ghost Recon WildLand, la « Madre Coca » que l'équipe de Ghost doit éliminer partage dans son physique et ses activités des ressemblances avec Griselda Blanco[réf. nécessaire].
Les rappeurs Booba et Maes composent en 2018 un morceau intitulé Madrina, faisant référence à la célèbre baronne de la drogue.
En janvier 2024, son histoire est adaptée dans une mini-série de 6 épisodes intitulée Griselda et produite par Netflix et l’équipe créative de la série Narcos et réalisée par Andres Baiz. Le rôle titre de Griselda Blanco y est interprété par Sofia Vergara.